# Alex García (pilota automobilistico)
Alejandro García González, detto Alex (Città del Messico, 17 luglio 2003) è un pilota automobilistico messicano vincitore nella classe LMP3 della European Le Mans Series 2023.

## Carriera

### Kart e primi anni in monoposto
Nel 2018, García esordisce in monoposto partecipando alla Formula 4 NACAM. Lo stesso anno partecipa e arriva secondo nel Campionato Nazionale FIA del Messico di Kart. Nel 2019 ritorna nella Formula 4 NACAM e l'anno seguente si trasferisce in Europa passando alla Formula 4 spagnola con il team Global Racing Service e poi con il team Campos Racing nel 2021. Nel 2022 García passa al'Euroformula Open con il Team Motopark. Il pilota messicano ottiene il suo miglior risultato a Monza arrivando terzo dietro Josh Mason e Vladislav Lomko.

### Formula 3
Dal 2023 passa alla Formula 3 guidando per il team Jenzer Motorsport. García riesce a ottenere i suoi primi punti nel penultimo round a Spa-Francorchamps arrivando quarto in gara due. Il pilota messicano chiude la stagione con dodici punti al ventesimo posto in classifica.

### Endurance
Nel 2023 oltre agli impegni in Formula 3, García viene ingaggiato dal team Cool Racing per correre nella classe LMP3 nella European Le Mans Series insieme a Adrien Chila e Marcos Siebert. L'equipaggio si dimostra subito competitivo vincendo la 4 Ore di Barcellona. Nel resto della stagione raggiungono il trionfo anche nella 4 Ore di Aragón e nella 4 Ore di Spa-Francorchamps. Il team, grazie a questi risultati, riesce a laurearsi campione nella classe. Nel inverno tra il 2023 e il 2024 partecipa alla Asian Le Mans Series nella Classe LMP2 con il team Nielsen Racing.
Per la stagione 2024 García corre per il team Cool Racing rimanendo nel ELMS salendo però nella classe LMP2. Il messicano in un primo momento doveva correre per l'Isotta Fraschini con la loro Hypercar nel Mondiale Endurance, in seguito viene scelto Carl Wattana Bennett al suopsoto.

## Risultati

### Riassunto della carriera
| Stagione | Serie                          | Team                  | Gare | Vittorie | Pole | G.V | Podio | Punti | Pos. |
| -------- | ------------------------------ | --------------------- | ---- | -------- | ---- | --- | ----- | ----- | ---- |
| 2018–19  | Formula 4 NACAM                | Ram Racing            | 20   | 0        | 0    | 0   | 3     | 169   | 5º   |
| 2019     | Fórmula México                 | Garcia Motorsports    | 2    | 0        | 0    | 0   | 0     | 158   | 11º  |
| 2019–20  | Formula 4 NACAM                | Ram Racing            | 8    | 0        | 0    | 0   | 0     | 32    | 15º  |
| 2020     | Formula 4 spagnola             | Global Racing Service | 21   | 0        | 0    | 0   | 0     | 4     | 22º  |
| 2021     | Super Touring 2 Light Mexico   | HDI Seguros           | 2    | 0        | 1    | 1   | 2     | 192   | 16º  |
| 2021     | Formula 4 spagnola             | Campos Racing         | 21   | 0        | 0    | 0   | 0     | 2     | 24º  |
| 2022     | Euroformula Open               | Team Motopark         | 26   | 0        | 0    | 0   | 1     | 116   | 7º   |
| 2023     | Formula 3                      | Jenzer Motorsport     | 18   | 0        | 0    | 0   | 0     | 12    | 20º  |
| 2023     | European Le Mans Series - LMP3 | Cool Racing           | 6    | 3        | 1    | 3   | 5     | 121   | 1º   |
| 2023-24  | Asian Le Mans Series - LMP2    | Nielsen Racing        | 2    | 0        | 0    | 0   | 0     | 2*    |      |
| 2024     | European Le Mans Series - LMP2 | Cool Racing           |      |          |      |     |       | *     |      |

* Stagione in corso.

### Risultati in EuroFormula Open
(legenda) (Le gare in grassetto indicano la pole position) (Le gare in corsivo indicano Gpv)
| Anno | Team          | 1   | 2   | 3   | 4   | 5   | 6   | 7   | 8   | 9   | 10  | 11  | 12  | 13  | 14  | 15  | 16  | 17  | 18  | 19  | 20  | 21  | 22  | 23  | 24  | 25  | 26  | Punti | Pos. |
| ---- | ------------- | --- | --- | --- | --- | --- | --- | --- | --- | --- | --- | --- | --- | --- | --- | --- | --- | --- | --- | --- | --- | --- | --- | --- | --- | --- | --- | ----- | ---- |
| 2022 | Team Motopark | EST | EST | EST | PAU | PAU | LEC | LEC | LEC | SPA | SPA | SPA | HUN | HUN | HUN | IMO | IMO | IMO | RBR | RBR | RBR | MNZ | MNZ | MNZ | CAT | CAT | CAT | 116   | 7º   |
| 2022 | Team Motopark | 11  | 10  | 12  | 6   | 9   | Rit | 7   | 9   | 5   | 4   | 9   | 9   | 8   | 8   | 7   | Rit | 7   | Rit | Rit | Rit | Rit | 3   | 4   | 7   | 7   | 5   | 116   | 7º   |

### Risultati in Formula 3
(legenda) (Le gare in grassetto indicano la pole position) (Le gare in corsivo indicano Gpv)
| Anno | Team              | 1   | 2   | 3   | 4   | 5   | 6   | 7   | 8   | 9   | 10  | 11  | 12  | 13  | 14  | 15  | 16  | 17  | 18  | Punti | Pos. |
| ---- | ----------------- | --- | --- | --- | --- | --- | --- | --- | --- | --- | --- | --- | --- | --- | --- | --- | --- | --- | --- | ----- | ---- |
| 2023 | Jenzer Motorsport | BHR | BHR | MEL | MEL | MON | MON | CAT | CAT | RBR | RBR | SIL | SIL | HUN | HUN | SPA | SPA | MNZ | MNZ | 12    | 20º  |
| 2023 | Jenzer Motorsport | 27  | Rit | Rit | 20  | 26  | 21  | 22  | 22  | Rit | 23  | 11  | 26  | Rit | 26  | 18  | 4   | 17  | 21  | 12    | 20º  |

### Risultati nel ELMS
| Anno    | Squadra     | Classe | Vettura  | BAR | LEC | ARA | SPA | POR | ALG | Punti | Pos. |
| ------- | ----------- | ------ | -------- | --- | --- | --- | --- | --- | --- | ----- | ---- |
| 2023    | Cool Racing | LMP3   | Oreca 07 | 1   | 3   | 1   | 1   | 4   | 2   | 121   | 1º   |
| Anno    | Squadra     | Classe | Vettura  | BAR | LEC | IMO | SPA | MUG | ALG | Punti | Pos. |
| 2024    | Cool Racing | LMP2   | Oreca 07 | 12  | 2   |     |     |     |     | 18    | 20°  |
| Legenda |             |        |          |     |     |     |     |     |     |       |      |

*Stagione in corso.

### Asian Le Mans Series
| Anno    | Squadra        | Classe | Vettura  | SEP | SEP | DUB | ABU | ABU | Punti | Pos. |
| ------- | -------------- | ------ | -------- | --- | --- | --- | --- | --- | ----- | ---- |
| 2023-24 | Nielsen Racing | LMP2   | Oreca 07 | 9   | Rit | 9   | 9   | 7   | 12    | 12°  |
| Legenda |                |        |          |     |     |     |     |     |       |      |

* Stagione in corso.